# Локомотив (футбольный клуб, Ясиноватая)
«Локомотив» — футбольный клуб из Ясиноватой, Украинская ССР. Принимал участие в Чемпионате СССР в 1946 году и Кубке СССР в 1937 и 1938 годах.
Статистика выступлений на играх Кубка СССР:
- Кубок СССР 1938 — 1/256 финала — противник: Завод им. Ленина (Красногоровка) — счёт: 1:2
- Кубок СССР 1937 — 1/64 финала — противник: — Динамо (Днепропетровск) — счёт: 0:6

В 1946 клуб играл в третьей группе СССР, УССР, Восточная зона и занял 9 место.